# جورج مكنمارا
جورج مكنمارا هو لاعب هوكي الجليد كندي، ولد في 26 أغسطس 1886 في بنيتنجويشين في كندا، وتوفي في 10 مارس 1952.

## وصلات خارجية
- جورج مكنمارا على موقع EliteProspects.com (الإنجليزية)
- جورج مكنمارا على موقع HockeyDB.com (الإنجليزية)
- جورج مكنمارا على موقع Hockey-Reference.com (الإنجليزية)